# علاء مطالقه
علا مطالقه (انگلیسی: Alaa' Matalqa؛ زادهٔ ۱۲ اکتبر ۱۹۸۲) بازیکن فوتبال اهل اردن است.
از باشگاه‌هایی که در آن بازی کرده‌است می‌توان به باشگاه ورزشی الفیصلی، باشگاه فوتبال الجزیره (امان)، و باشگاه فوتبال الشباب اردن اشاره کرد.
وی همچنین در تیم ملی فوتبال اردن بازی کرده‌است.